# Книжник-Ветров, Иван Сергеевич
Ива́н Серге́евич Кни́жник-Ве́тров (первоначальное имя — Амшей-Израиль Шмуль-Хаимович Книжник, в переписке подписывался как Алексей Израиль Шмуйлович-Самуйлович Книжник; 7 (19) июня 1878, Ананьев, Херсонская губерния — 18 февраля 1965, Ленинград) — русский и советский публицист, историк, библиограф, философ-анархист. Труды по истории революционного народничества, его связей с 1-м Интернационалом и Парижской Коммуной. Личный почётный гражданин.

## Биография
Родился 7 (19) июня 1878 года в Ананьеве Херсонской губернии, в семье переплётчика. Ценой огромных усилий ему удаётся получить среднее, а затем и высшее образование. В 1897 году окончил Ананьевскую мужскую гимназию. С 1897 года, уже будучи студентом историко-филологического факультета Императорского университета Святого Владимира в Киеве, он начинает участвовать в революционном движении. В 1898 году перевёлся на юридический факультет. В период так называемых «ветровских демонстраций» студентов осенью 1898 года И. С. Книжник принимает псевдоним Ветров в память о петербургской курсистке Марии Ветровой, которая сожгла себя в Петропавловской крепости. За революционную деятельность он был в 1902 году исключён из университета и арестован по делу о тайных студенческих организациях в Киевском университете. Он был посажен в тюрьму, а затем сослан на родину в г. Ананьев под надзор полиции. В революционном движении увлекался учением Л. Н. Толстого, пропагандировал толстовство. В 1903 года он сдаёт экстерном экзамены за юридический факультет и получает университетский диплом. В записи о рождении дочери Надежды в 1904 году он уже указывается выпускником юридического факультета Императорского университета Святого Владимира. К 1903—1904 годам относятся его первые выступления в печати. Это были стихи в киевской газете «Юго-Западная неделя», подписанные псевдонимом Андрей Верусин.

### В эмиграции
В 1904 году Книжник-Ветров был призван в армию, где вёл пропаганду против русско-японской войны. Предупреждённый о грозящем ему аресте, эмигрировал во Францию, по паспорту Бланка, и прожил в Париже почти 5 лет. В своей корреспонденции этого времени он подписывался как «Алексей Израиль Шмуйлов-Самуйлов Книжник». Там он встречается с Мережковскими, Дм. Философовым, Н. М. Минским, Андреем Белым, К. Бальмонтом, Б. В. Савинковым и другими. Также он сотрудничает с толстовцами и в социалистических журналах «L’ere nouvelle» («Новая эра»). С осени 1904 года под влиянием идей анархизма сблизился с российской анархистской эмиграцией (М. И. Гольдсмит, А. С. Гроссманом, В. И. Федоровым-Забрежневым), изучает работы П. А. Кропоткина. Во время конференции «Союза Освобождения» в октябре 1904 года И. С. Книжник-Ветров работал курьером между П. Б. Струве и типографией, где печаталось «Освобождение». Позднее он — член редакции кропоткинской анархистской газеты «Листки. Хлеб и Воля», где ведёт раздел «Хроника» (Лондон, 1906—1907).
В 1906 году написал и опубликовал книгу «Анархизм: его теория и практика», (СПб., 1906). В сентябре 1906 года участвовал в съезде российских анархистов (Лондон), выступил с докладом «Отношение коммунистов-анархистов к существующим в России политическим партиям». Суть доклада сводилась к отрицанию роли межпартийных коалиций:

…Между коммунистами-анархистами, с одной стороны, и либералами или социалистами, с другой — существует непроходимая пропасть. …Хотя социалисты стремятся к социализму подобно нам, но поскольку они и его желают опирать на насилие государства в будущем и поскольку стремятся к нему путём участия в государственной власти в настоящем, постольку они враждебны для нас не меньше либералов. Всем, до сих пор сказанным, сам собою даётся вполне отрицательный ответ на вопрос о возможности какого бы то ни было соглашения между нами и какой-либо из существующих политических партий.
— Анархисты. Документы и материалы. Т. 1. М. 1998. С. 261.
Выступал с докладами по теории и истории анархизма, проводил занятия в кружке еврейских рабочих и Народном университете 14-го округа Парижа. Помимо названных газет Книжник-Ветров публикуется в «Буревестнике» — газете «анархистов-коммунистов».
Наряду с именами Бакунина, Лозинского, Кропоткина, Раевского, Гогелия, Книжник-Ветров выдвигается в число ведущих российских теоретиков анархизма. Он — представитель русских анархистов в межпартийной кассе взаимопомощи. Но вскоре под влиянием толстовства его взгляды претерпевают эволюцию: из ортодоксального последователя Кропоткина он становится приверженцем религиозно-мистического направления в анархизме. С 1908—1909 годов Книжник-Ветров — религиозный или христианский социалист.

### Возвращение в Россию

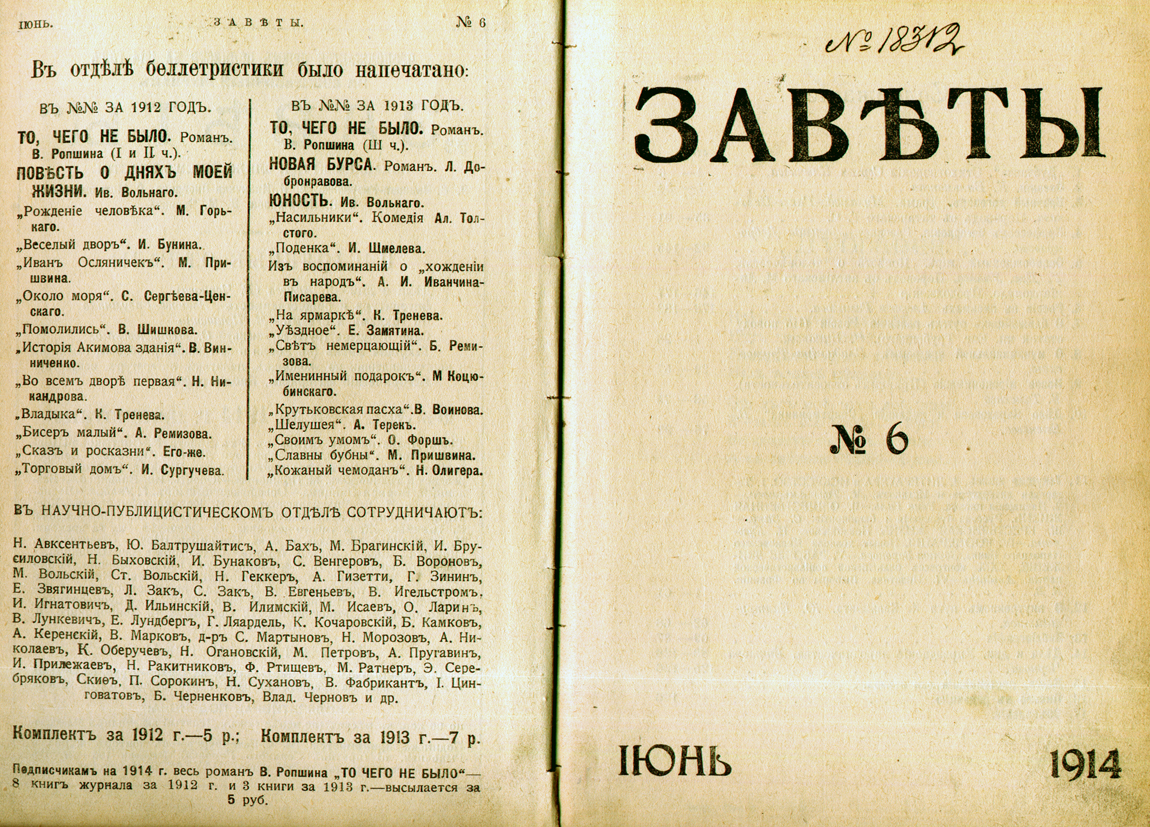
Орган эсеров журнал «Заветы»

В 1909 году И. С. Книжник-Ветров возвращается на родину, но по приезде в Петербург он был выдан провокатором, посажен в тюрьму «Кресты», а затем на три года сослан в Тобольскую губернию. В 1912—1917 годах он принимает участие в собраниях Религиозно-философского общества, где снова встречается с Д. С. Мережковским, З. Н. Гиппиус, П. Б. Струве и другими богискателями. В эти годы он ещё ведёт переписку с И. С. Гроссманом (Рощиным), Федоровым-Забрежневым, однако отходит от анархизма, пропагандирует толстовство, христианский социализм, о чём опубликовал ряд брошюр. Он много публикуется в либеральной и леворадикальной печати: в «Московском еженедельнике», «Московской газете», кадетской «Речи», «Русской мысли», эсэровских «Заветах». В июле 1915 года Книжник-Ветров принял христианство и стал Иваном Сергеевичем.

С детства же во мне были взращены религиозные предрассудки, вследствие того, что отец обучал меня Библии и я слушал его разговоры с сектантами-штундистами. Позднее к ним присоединились идеалистические философские и религиозные предубеждения, воспринятые на лекциях профессоров Г. И. Челпанова и князя Е. Н. Трубецкого в Киевском университете и от чтения философских сочинений Вл. Соловьёва и Бергсона.
— Три встречи с Горьким // Вестник молодых учёных. 2000. № 8. Серия «Филологические науки». С. 78--97.
Книжник-Ветров считал себя учеником Канта и Бергсона. В 1916 году он снова попадает на военную службу, где также занимается политической агитацией в духе религиозного социализма.

### В годы революции
В 1917 году Книжник-Ветров — писарь в 178-м запасном пехотном полку, 11 марта 1917 года он был послан от полкового комитета делегатом в Петроградский Совет рабочих и солдатских депутатов. С июня член Петроградского Совета рабочих и солдатских депутатов. Впервые стал сочувствовать большевикам в июле 1917 года. Октябрьскую революцию встретил с энтузиазмом и сразу стал работать для неё.

#### Работа в «Правде»
28 ноября 1917 года «Правда» поместила его открытое «Письмо к Российскому правительству», горячо поддерживавшее все мероприятия Советской власти. Это письмо, подписанное «Интеллигент из народа», одобрил В. И. Ленин. Он много печатался в «Правде», заведовал там отделом «Октябрьская революция и культура»; и даже когда редакция переехала в 1918 году в Москву, М. И. Ульянова приглашала его сотрудничать в газете. Он помещал там свои статьи, библиографические обзоры и др. В том числе в «Правде» опубликованы две статьи Книжника-Ветрова о Горьком за подписью Интеллигент из народа, на которые Горький отвечает на страницах «Новой жизни». В 1919 году Книжник-Ветров заведует Отделом народного образования Петроградского района Петрограда.

#### Пролеткульт
В апреле 1919 года Книжник-Ветров был делегирован советом Петроградского района на 3-ю общегородскую конференцию пролетарских культурно-просветительных организаций. Там, неожиданно для самого себя он оказывается избранным в Центральный Комитет Пролеткульта и затем в его Президиум. С мая 1919 года Книжник-Ветров посещает заседания Президиума ЦК, а потом активно включается в работу Пролеткульта. Он редактирует его орган «Грядущее», публикует там статьи и библиографические заметки, заведует Студией пролетарских писателей, читает лекции по советской конституции и политграмоте. Состоя членом редакции журнала «Грядущее», Книжник-Ветров, также заведует научно-литературным отделом и литературной студией Пролеткульта. Вся его организационная деятельность в Пролеткульте продолжается по 15 июня 1921 года. С июня 1921 года по апрель 1923 года Книжник-Ветров работает в студиях Пролеткульта уже в качестве лектора.

#### Встречи с Горьким
К этому времени (1919—1920) относится его личное знакомство с Горьким. Беседы с Горьким нашли своё отражение в работе «Три встречи с Горьким», вошедшей в позднейшую неопубликованную (хранится в Пушкинском Доме) книгу воспоминаний Книжника-Ветрова «Записки восьмидесятилетнего» (охватывающих с 1870-х годов до 1950 года). Михаил Агурский, оценивая отношение Книжника-Ветрова к Горькому, так характеризует первого: «Иван Книжник-Ветров, любопытный, но ещё не признанный религиозный искатель».

### Научная и педагогическая деятельность
В 1920-е годы Книжник-Ветров возглавлял Ленинградский государственный институт книговедения, всё свободное время отдавая научной работе в области истории. Основная тема исследований — участие в Парижской Коммуне и I Интернационале русских революционеров. С октября 1929 по сентябрь 1930 года работал в отделе Библиотеки Академии наук при Ботаническом институте.
Сотрудничал также и в анархистских издательствах (Москва, Петроград), публикует воспоминания в журналах «Красная летопись», «Каторга и ссылка». В 1925 году была опубликована его монография о П. Л. Лаврове; одновременно он работал над образами русских женщин — участниц I Интернационала и Коммуны, а также над монографией об А. В. Корвин-Круковской. Он написал биографии А. В. Корвин-Круковской (Жаклар), Е. Дмитриевой, Е. Г. Бартеневой. С 16 сентября 1942 вновь работал старшим библиотекарем в отделении Библиотеки Академии наук при Ботаническом институте; 1 июня 1944 года вошёл в состав бригады по описанию Бронированного фонда. Кандидатскую диссертацию защитил почти в 70-летнем возрасте в 1945 году («Елизавета Дмитриева — деятельница Парижской Коммуны»), в 1946 году она вышла отдельной книгой.
К 1945 году из-под пера И. С. Книжника-Ветрова вышло 350 статей и книг. Все его работы отличаются оригинальностью, тщательным отбором материала, широким научным диапазоном. Важная заслуга в изучении наследия П. Л. Лаврова принадлежит именно И. С. Книжнику-Ветрову, предпринявшему попытку полного описания творческого пути революционера. Его заслуга состоит в систематизации массива биографической информации, благодаря чему задача исследователей более узких проблем лавризма значительно упростилась.
Ещё до войны в 1937 году учёный пытается обратить внимание руководства страны на «биографические недоразумения» в школьных учебниках истории. К его мнению Сталин прислушался только шесть лет спустя в 1943 г. Некоторые нелепости чрезмерно услужливых учёных, вызванные их желанием написать «правильную» партийную историю, были устранены.
Книжник-Ветров не испытал особых трудностей в период массовых репрессий, если не считать того, что его «Указатели лучших книг для начального всестороннего образования», изданные в 1920-е годы, попали в библиотечные индексы запрещённых книг по причине имеющихся там рекомендаций работ «врагов народа», а новые книги приходилось писать большей частью в стол. Эту участь разделял не один он. Но саму возможность работать у него никто не отнимал.

### После войны

Обложка двухтомника П. Л. Лаврова

Книжник-Ветров продолжал работать до последних дней своей жизни. В двухтомнике «Протоколы Парижской Коммуны», опубликованном в 1959 году, им написаны краткие биографии свыше ста деятелей Коммуны; в 1964 году вышла в свет его монография «Русские деятельницы Первого Интернационала и Парижской Коммуны». В начале 1965 года И. С. Книжник-Ветров проводил последнюю правку подготовленного им к изданию двухтомника трудов П. Л. Лаврова, вышедшего в свет в том же году уже после его смерти в издательстве «Мысль» в серии «Философское наследие». После И. С. Книжника-Ветрова осталось много неопубликованных работ. Они представляют немалую ценность и для исторической науки и для широкого читателя.

## Семья
Жена — Ревекка Шаевна (Вера Исаевна) Книжник (урождённая Рабинович, 1883—?), дочь киевского купца первой гильдии, врач; этот брак впоследствии распался (развод был оформлен в Одессе 15 июля 1912 года). Дочь Надежда (16 апреля 1904, Киев — ?). Используемые Книжником-Ветровым псевдонимы Верусин и Надеждин основаны на именах жены и дочери.

## Адреса
Свыше пятидесяти лет своей жизни учёный жил в Ленинграде. С 1914 по 1920-е годы он жил в Доме писателей на Карповке, дом 19. В этом доме жили писатели А. П. Чапыгин, В. И. Эрлих, М. Ф. Чумандрин, В. Остров, народовольцы В. И. Засулич, Г. А. Лопатин, Э. А. Серебряков с женой, художник Павел Филонов, комендантом Дома литераторов был молодой художник П. А. Мансуров. В 1922—1935 годах адресом И. С. Книжника указывается улица Красных Зорь, № 26—28, кв. 96 (после перенумерации № 26, кв. 96).

## Основные работы
- Книжник-Ветров И. С. Анархизм, его теория и практика. СПб., издательство «Обновление», 1906.
- Книжник-Ветров И. С. Интеллигенция и социальная революция. (По поводу книжки Е. Лозинского: что же такое, наконец, интеллигенция) // Листки «Хлеб и Воля». № 15. 24 мая 1907. С. 4 — 6.
- Книжник-Ветров И. С. Очерк социальной экономии с точки зрения анархического коммунизма. 1908.
- Книжник-Ветров И. С. Когда и кем написан Апокалипсис // Русская мысль, 1913, май, стр. 56—59, отд. III.
- Книжник-Ветров И. С. (псевдоним Андрей Кратов). Новая Россия и евреи. Книжка религиозно-историческая для солдат, рабочих и крестьян и для духовенства всех религий. 1917.
- Книжник-Ветров И. С. Подготовка к Учредительному Собранию. 1917.
- Книжник-Ветров И. С. Борьба за республику Советов и отношение к ней Вл. Короленко и М. Горького. 1918.
- Книжник-Ветров И. С. Демократическая республика или республика Советов: Борьба за новое право и В. М. Чернов. — Пг., 1919.
- Книжник-Ветров И. С. Воспоминания о Богрове, убийце Столыпина // Красная летопись, 1922, № 5.
- Книжник-Ветров И. С. Воспоминания о П. А. Кропоткине и об одной анархистской эмигрантской группе (Страница из истории нашего революционного движения) // Красная летопись. 1922. № 4. С. 28—51.
- Книжник-Ветров И. С. В помощь начинающему читателю: Указатель лучших книг для начального всестороннего образования. Пособие для крестьян, рабочих, красноармейцев и рабоче-крестьянской молодёжи. — Л.: Прибой, 1924. — 96 с.
- То же. Изд. 2-е, под изм. назв.: Спутник читателя. Л.: Прибой, 1925. — 122 с.
- Книжник-Ветров И. С., Систематический указатель литературы по общественным наукам. Коммунистическая и марксистская литература. 1917—1923. Пособие для библиотекарей, лекторов, членов марксистско-ленинских кружком и для самообразования. — Пг.: Прибой, 1923. — 206 с.
- То же. Изд 2-е, под изм. назв.: Что читать по общественным наукам. Систематический указатель политической и марксистской литературы 1917—23 гг. Пособие для библиотек, лекторов, членов марксистских кружков и для самообразования. — Л.: Прибой, 1924. — 492 с.
- Книжник-Ветров И. С. П. Л. Лавров. Его жизнь и труды. 1925.
- Книжник-Ветров И. С. П. Л. Лавров. М., 1930.
- Книжник-Ветров И. С. Виктор Жаклар — деятель Парижской Коммуны и русский журналист // «Проблемы марксизма», 1930.
- Книжник-Ветров И. С. А. В. Корвин-Круковская. (Жаклар) — друг Ф. М. Достоевского, деятельница Парижской Коммуны. — М.: Издательство политкаторжан и ссыльнопоселенцев, 1931. — 114, [2] с., 1 вкл. л. портр.
- Книжник-Ветров И. С. Комментарий, библиографический и биографический очерки // П. Л. Лавров, Избранные сочинения на социально-политические темы в восьми томах. Тт. I—IV / Вступ. ст. и общ. ред. И. А. Теодоровича. — М., 1934—1935.
- Книжник-Ветров И. С. Маскировка популярной революционной литературы в 70-е годы // «Книжные новости», № 22, 1936.
- Книжник-Ветров И. С. Н. П. Поляков — издатель «Капитала» К. Маркса // Вопросы истории, № 6, 1947.
- Книжник-Ветров И. С. Издатель-демократ 60-х годов XIX века Н. П. Поляков // В сб.: Книга. Исследования и материалы, вып. 8. — М., 1963.
- Книжник-Ветров И. С. Русские деятельницы Первого Интернационала и Парижской коммуны. Е. Л. Дмитриева, А. В. Жаклар, Е. Г. Бартенева. — М.—Л., 1964. — 258 с., 3 л. портр.
- Книжник-Ветров И. С., Окулов А. Ф. Вступительная статья // Лавров П. Л. Философия и социология. T. I. — M., 1965.
- Книжник-Ветров И. С. Три встречи с Горьким // Вестник молодых учёных. 2000. № 8. Серия «Филологические науки». С. 78—97.